# (500232) 2012 JE7
(500232) 2012 JE7 es un asteroide perteneciente al cinturón de asteroides, descubierto el 17 de abril de 2012 por el equipo del Spacewatch desde el Observatorio Nacional de Kitt Peak, Arizona, Estados Unidos.

## Designación y nombre
Designado provisionalmente como 2012 JE7.

## Características orbitales
2012 JE7 está situado a una distancia media del Sol de 2,603 ua, pudiendo alejarse hasta 2,958 ua y acercarse hasta 2,248 ua. Su excentricidad es 0,136 y la inclinación orbital 3,303 grados. Emplea 1534,26 días en completar una órbita alrededor del Sol.
El próximo acercamiento a la órbita terrestre se producirá el 22 de marzo de 2035.

## Características físicas
La magnitud absoluta de 2012 JE7 es 17,9.